# Джейкін (Джорджія)
Джейкін (англ. Jakin) — місто (англ. city) в США, в окрузі Ерлі штату Джорджія. Населення — 131 особа (2020).

## Географія
Джейкін розташований за координатами 31°5′24″ пн. ш. 84°58′56″ зх. д. / 31.09000° пн. ш. 84.98222° зх. д. (31.090055, -84.982261).  За даними Бюро перепису населення США в 2010 році місто мало площу 3,21 км², уся площа — суходіл.

## Демографія
Згідно з переписом 2010 року, у місті мешкало 155 осіб у 64 домогосподарствах у складі 46 родин. Густота населення становила 48 осіб/км².  Було 82 помешкання (26/км²).
Расовий склад населення:
| - 65,2 % — білих - 31,6 % — чорних або афроамериканців - 1,9 % — корінних американців |

До двох чи більше рас належало 0,6 %. Частка іспаномовних становила 1,3 % від усіх жителів.
За віковим діапазоном населення розподілялося таким чином: 21,3 % — особи молодші 18 років, 66,4 % — особи у віці 18—64 років, 12,3 % — особи у віці 65 років та старші. Медіана віку мешканця становила 38,7 року. На 100 осіб жіночої статі у місті припадало 86,7 чоловіків;  на 100 жінок у віці від 18 років та старших — 87,7 чоловіків також старших 18 років.
Середній дохід на одне домашнє господарство  становив 40 945 доларів США (медіана — 35 833), а середній дохід на одну сім'ю — 46 290 доларів (медіана — 37 292). За межею бідності перебувало 29,8 % осіб, у тому числі 43,1 % дітей у віці до 18 років та 14,8 % осіб у віці 65 років та старших.
Цивільне працевлаштоване населення становило 73 особи. Основні галузі зайнятості: роздрібна торгівля — 21,9 %, транспорт — 12,3 %, освіта, охорона здоров'я та соціальна допомога — 11,0 %.